# Santa Maria de Montgrony

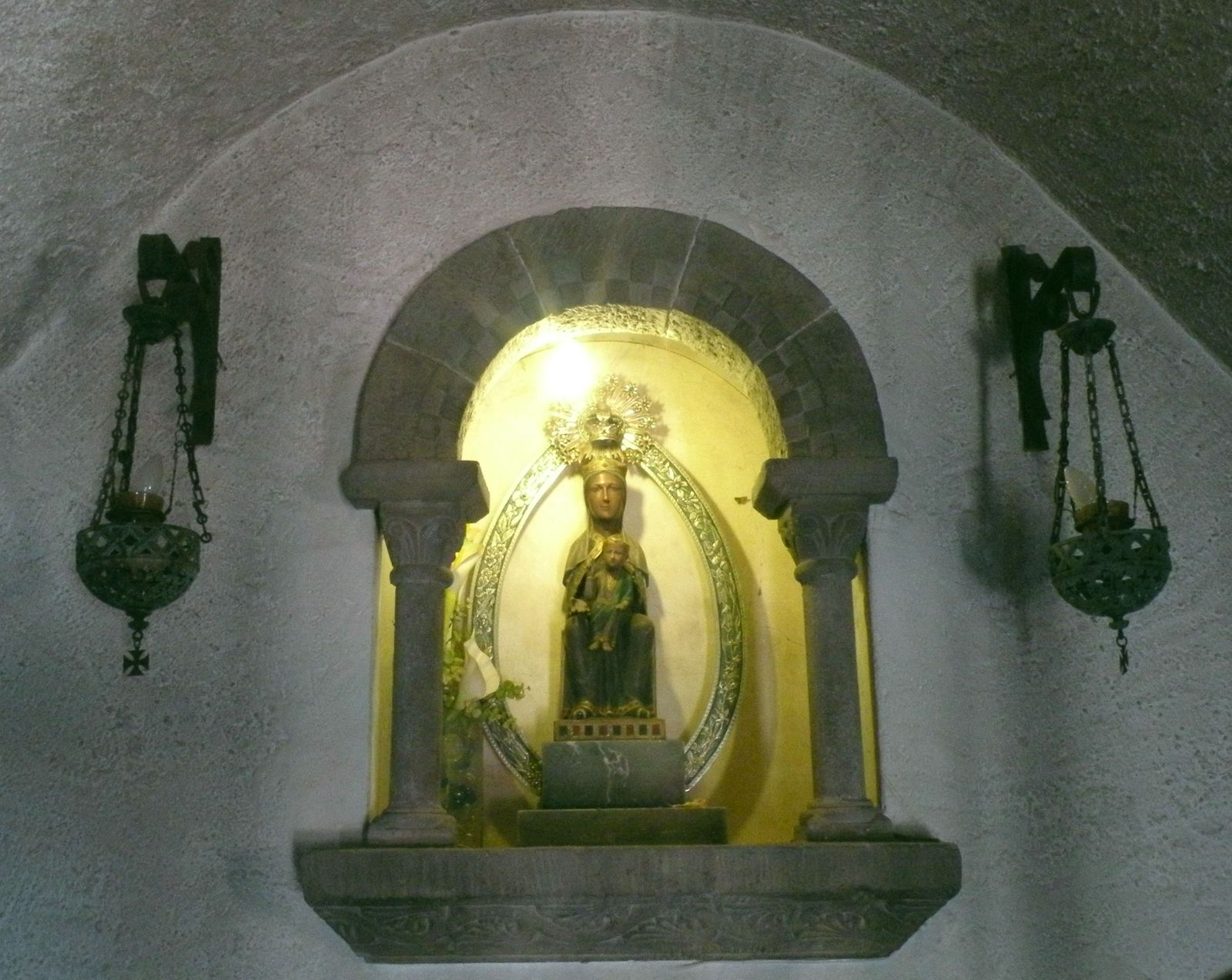
Imatge de Santa Maria de Montgrony

El santuari o capella de Santa Maria de Montgrony és un santuari marià del bisbat de Vic, situat al Montgrony.
Es troba en el cingle de la Serra de Sant Pere, a uns 1370 metres sobre el nivell del mar, en el municipi de Gombrèn, a la comarca catalana del Ripollès. Just sobre el cingle on està situada la capella hi ha l'església de Sant Pere de Montgrony.
És un dels principals centres de devoció mariana del Ripollès i fins de les comarques veïnes. Es troba adossat a la gran penya per la qual puja l'atrevida escala que guanya el pla de Sant Pere. Aquesta escala comença a la gran hostaleria del santuari, i la capella o santuari pròpiament dit és a mitja escala i té com a mur de la part nord la penya nua. S'hi venera una imatge de la Mare de Déu. Es tracta d'una verge negra, refeta en gran part després que un incendi casual, el 1892, destruís l'antiga, segurament del principi del segle xiii, que probablement havia ja estat venerada a l'església de Sant Pere. Les primeres notícies del culte a la Mare de Déu de Mogrony són del 1400, època en què tenia ja un petit edifici a l'indret actual. L'edifici modern fou bastit el 1650-52.
Una tradició vol que fos trobada el 804 per un pastor i un bou de Can Camps, prop d'una font que hi ha a un quart d'hora del santuari, a mig pendent de la costa, on s'erigí una capelleta amb una inscripció al·lusiva i una imatge gravada que deixa anar l'aigua pels pits; per això ha estat anomenada la Mare de Déu de la Llet i advocada per les dones que alletaven els seus fills. Font, imatge i inscripció, on es parla del primer i llegendari Hug de Mataplana del 804, són obra del segle xvii, coetànies de l'època de construcció del santuari.
L'hostaleria fou renovada i ampliada al segle xviii—un projecte de construir un gran santuari no es dugué a terme--, i ho va a tornar a ser en l'últim terç del segle xx, època en què també s'obrí una pista forestal des del pont de La Foradada o de Garfull fins al Coll Roig, que surt de la carretera de Campdevànol a Guardiola de Berguedà (un petit ramal de 700 m. uneix el santuari i l'hostaleria).
El poeta badaloní, Pere de Tera i Fanals (1887-1918) fou un enamorat del Montgrony i hi dedicà un grapat dels seus poemes, com "Pregària a la Mare de Déu del Montgrony", "El Roure de la Salve" (segon accèssit a la Viola en els Jocs Florals de Barcelona, de l'any 1914), "Font del Prestill" i "Des del Montgrony" que diu així: Darrera els grisos pals de Pedraforca, des de Montgrony he vist pondre's el sol; l'esclat de llum al mig de la gran forca, de la imaginació aixecava el sol. I semblava que enllà de les onades de muntanyes que es naven enfosquint, copsava el cel beautats sols somniades davant de la posta màgica i sublim"